# Tom O'Halleran
Tom O'Halleran, né le 24 janvier 1946 à Chicago, est un homme politique américain, membre du Parti démocrate et représentant de l'Arizona de 2017 à 2023.

## Biographie
Tom O'Halleran est originaire de Chicago, où il travaille dans la police de 1966 à 1979. Dans les années 1990, il déménage en Arizona. En 2001, il est élu à la Chambre des représentants de l'Arizona sous l'étiquette républicaine. Il y représente la ville de Sedona. Il entre au Sénat de l'État en 2007. L'année suivante, il est battu par un républicain plus conservateur que lui. Il tente de reconquérir son siège en tant qu'indépendant en 2014 mais perd l'élection. Après sa défaite, il devient animateur d'une matinale sur une radio locale.
En août 2015, il annonce qu'il est candidat à la Chambre des représentants des États-Unis dans le 1er district de l'Arizona sous les couleurs du Parti démocrate. La représentante sortante, Ann Kirkpatrick, est candidate au Sénat. Il remporte la primaire démocrate avec 59,2 % des suffrages face à Miguel Olivas. Son adversaire républicain, le shérif du comté de Pinal Paul Babeu, est accusé d'avoir dirigé un pensionnat où les élèves étaient maltraités et avait quitté les précédentes élections à cause d'un scandale lié à un ancien amant. O'Halleran domine la campagne dans les sondages et en matière de fonds levés. En novembre 2016, il est élu avec environ 50 % des voix contre 44 % pour le républicain,. Le même jour, Donald Trump remporte la circonscription d'un point.
Au Congrès, O'Halleran est un démocrate modéré membre du Problem Solvers Caucus. Candidat à un second mandat en 2018, il remporte la primaire démocrate sans opposition avant d'affronter la républicaine Wendy Rogers, notamment handicapée par ses anciens propos sur la Sécurité sociale qu'elle souhaite privatiser. Il est réélu avec 53,8 % de suffrages.
Lors des élections de 2022, il se représente dans le 2e district de l'Arizona et est battu par le candidat républicain Eli Crane.